# Elisabeth Ljunggren
Elisabeth Ingrid Ljunggren-Morris (Estocolmo, Suecia, 26 de febrero de 1948) es una nadadora retirada especializada en pruebas de estilo libre. Fue medalla de bronce en 400 metros libres durante el Campeonato Europeo de Natación de 1962.

## Palmarés internacional
| Campeonato Europeo de Natación | Campeonato Europeo de Natación | Campeonato Europeo de Natación | Campeonato Europeo de Natación |
| Año                            | Lugar                          | Medalla                        | Prueba                         |
| ------------------------------ | ------------------------------ | ------------------------------ | ------------------------------ |
| 1962                           | Leipzig ( Alemania)            | Medalla de bronce              | 400 m libre                    |